# Запись «Машины времени» в студии в Далласе
За́пись в сту́дии в Да́лласе — демонстрационная альбомная запись советской и российской рок-группы «Машина времени», подготовленная в студии Goodnight Audio Dallas в Далласе (США, штат Техас) в 1988 году. Включала четыре композиции, релиз которых планировался в составе отдельного мини-альбома и рассматривался как один из элементов продвижения музыки «Машины времени» на американский рынок. Позже песни были включены в альбомы «Медленная хорошая музыка» (1991) и «Лучшие песни 1979—1985» (1993).

## Предыстория
Запись песен «Машины времени» в американской студии в Далласе относится к периоду перестройки, когда, в связи с изменением культурной политики в стране, уменьшилась регламентация деятельности группы со стороны надзорных органов. Получив возможность выезда с гастролями заграницу, «Машина времени» в 1986 году посетила Польшу, в 1987 году — приняла участие в международном благотворительном музыкальном фестивале Live Aid-2 в Японии, выступила в Греции, Германии, Болгарии. В декабре 1987 года Андрей Макаревич дал несколько концертов в Северной Каролине в рамках участия в советско-американской обменной программе «Мосты мира».
В этот же период «Машине времени» поступило предложение о сотрудничестве от представителей американской музыкальной индустрии. До этого Макаревич имел минимальный опыт работы с англоязычным репертуаром: в 1969 году в непрофессиональных условиях был записан дебютный альбом группы Time Machines, включавший песни на английском языке. В этот раз «Машина времени» осуществила студийную запись демонстрационной программы, состоявшей только из хитов, переведённых на английский язык. В программу были включены песни: «Свеча» (Until the Candle Burns), «Я сюда ещё вернусь» (I’ll Surely Come Again), «Костёр» (Bonfire) и «Скачки» (Skipping). Предполагалось, что демозапись будет использована для продвижения музыки группы за границей — за пределами русскоязычной аудитории. Она была передана американской стороне, однако ответа не последовало. Эти студийные версии песен официально не выпускались ни на одном альбоме.

## Запись
Летом 1988 года состоялся первый в истории группы гастрольный тур «Машины времени» в городах США, в частности — в Лос-Анджелесе, Сан-Франциско, Хьюстоне, Далласе. В планах музыкантов была ещё одна попытка продвижения за рубеж, среди прочего, предполагавшая запись демонстрационной программы в далласской студии Goodnight Audio Dallas. Эта сессия стала их первым опытом производства звукозаписи за границей. В состав программы были включены англоязычные версии песен «Там, где будет новый день» (It’s Gonna Be Another Day) и «Опустошение» (Mind Devastation) из нового на тот момента альбома «В круге света», а также песни «Флюгер» и «Барьер» на русском языке. Эти песни планировалось издать на отдельном мини-альбоме.
В записи и продюсировании программы принимали участие американские музыканты, в числе которых — продюсер саундтрека к фильму «Полицейский из Беверли-Хиллз» Гордон Перри. Изначально предполагалось, что песню It’s Gonna Be Another Day будет исполнять Александр Кутиков. Однако, поскольку у него, по свидетельству Макаревича, были проблемы с английским языком, а также в силу того, что музыканты осуществляли именно демозапись, было решено в унисон кутиковского исполнения записать вокал американского сессионного музыканта. Сведений об имени этого музыканта в открытых источниках нет. Он также оценивал акцент Кутикова как «чудовищный», заметив, что его «в лучшем случае понять смогут разве лишь ирландцы».
В 1992 году музыканты нового состава «Машины времени» (уже без Александра Зайцева, но с Евгением Маргулисом и Петром Подгородецким) приняли участие в телевизионной передаче «Брейн-ринг», по завершении которой — выступили под фонограмму плюс It’s Gonna Be Another Day, записанной прежним составом и с американским вокалистом.

## Оценка
В интервью газете «Московский комсомолец» в августе 1988 года Андрей Макаревич рассказывал о записи, произведённой в студии Goodnight Audio Dallas, в первую очередь, как о результате определённой работы музыкантов по повышению собственного профессионального уровня. С его слов, "чтобы выступать за рубежом, приходится многое переосмысливать. Например, в Америке мы записали несколько песен, и, поставив дома кассету на бытовой магнитофон, я просто не мог поверить, что звучит «Машина времени».
Студийная сессия «Машины времени» в Далласе по времени совпала с одним из этапов работы Бориса Гребенщикова над сольным альбомом Radio Silence, также осуществлявшейся в США. В этой связи Макаревич отмечал, что когда участники группы «сидели в Америке и записывали пластинку», они обратили внимание на то, что «все местные продюсеры ждали, чем кончится история с Гребенщиковым». По свидетельству музыканта, вложения в запись и продвижение музыки Гребенщикова на американский рынок тогда были самыми крупными. Пыталась «пробиться туда» и «Машина времени», тем более, что в тот момент, отмечал Макаревич, «на Западе был дикий интерес и полная доброжелательность к России». Проект Гребенщикова, резюмировал музыкант, прибыли не принёс, и «все дверки на тот рынок для нас, к сожалению, закрылись». По словам Владимира Матецкого, знакомого с «Машиной времени» с начала 1970-х годов, проблема в том, что «у русского эстрадного или рок-артиста есть два пути: петь по-английски и вставать в очередь за тысячами и тысячами аналогичных исполнителей, которые это делают на родном языке, или петь по-русски. Но как массовое явление это не так просто организовать: это должно быть поддержано индустрией — а туда входит, например, звукозапись — вложенными деньгами, заинтересованностью государства. С одной стороны, должен быть творческий аспект, с другой — производственный».

## Выпуск
Отдельный релиз записи в Goodnight Audio Dallas в итоге не состоялся. Песни It’s Gonna Be Another Day и Mind Devastation в 1991 году были изданы на номерном альбоме «Медленная хорошая музыка», а «Флюгер» и «Барьер» — в 1993 году в составе сборника «Лучшие песни 1979—1985». В 2019 году ремастеринговая версия «Барьера» была включена в сборный альбом «50».

## Список композиций
Автор всех песен, кроме отмеченной — А. Макаревич. Перевод на английский язык — Н. Чубаров.
1. It’s Gonna Be Another Day (Англоязычная версия песни «Там, где будет новый день») (А. Кутиков — А. Макаревич) 04:24
2. Mind Devastation (Англоязычная версия песни «Опустошение») 03:52
3. Флюгер 04:32
4. Барьер 04:20

## Участники записи
| «Машина времени»: - Андрей Макаревич — вокал (2, 3, 4), гитара; - Александр Кутиков — вокал (1), бас-гитара; | - Александр Зайцев — клавишные; - Валерий Ефремов — ударные. Приглашённые музыканты (США) — вокал (1), гитары. |  |

### Комментарии
1. ↑  Позже, в 2007 году, в знаменитой студии Abbey Road в Лондоне «Машина времени» повторила и качественно расширила этот опыт, записав отдельный номерной альбом «Time Machine».
2. ↑  Об этом указано на конверте пластинки «Медленная хорошая музыка».
3. ↑  Альбом Radio Silence был продан тиражом 200 тыс. копий, заняв 198-е место в Billboard 200, два сингла с него вошли в Top-5 альтернативного чарта[14]. Журналист BBC Александр Кан оценил коммерческий успех альбома как «крайне скромный», отметив, что занятое им в Billboard 200 место «близко не было похоже на то, на что они рассчитывали»[14]. Критик Артемий Троицкий отмечал, что все подходы к продвижению собственной музыки на Западе, применявшиеся отечественными музыкантами, до и одновременно с Гребенщиковым, и им самим в том числе, «не сработали»[14].